# Боярунець Юрій Олексійович
 Бояруне́ць Ю́рій Олексі́йович  нар. 1953, м. Шепетівка Хмельницької області — поет, прозаїк, публіцист. Член Національної спілки письменників України (1986), Національної спілки журналістів України.

## Біографія
Народився 15 вересня 1953 р. у м. Шепетівка Хмельницької області, де на той час після війни служив його батько. Виріс і проживає нині в селі Скоморошки Оратівського району Вінницької області. Строкову військову службу проходив у морській авіації Північного флоту. Закінчив Харківський авіаційний інститут (1979). Працював за фахом інженером на Жулянському машинобудівному заводі (філіал заводу ім. Артема); техніком на Скоморошківському цукрозаводі; кореспондентом Оратівської районної газети (від 1987 р.), у 1992—1993 рр. — головним інспектором Вінницького управління у справах захисту прав споживачів. Активіст Народного Руху України від утворення до виборення Україною незалежності, делегат других зборів НРУ. Внаслідок нещасного випадку став інвалідом першої групи.

## Літературна діяльність
Писати вірші розпочав з раннього шкільного віку. Працює у жанрах — вірші, оповідки, есе, публіцистична проза. 

В доробку — поетичні збірки:
- «Котилася торба з високого горба» («Молодь», 1991);
- «Вольний вітер з Лугу» («Український письменник», 1994);
- «Деформації, або Звідки ж узявся кукіль» («Український письменник», 1999);
- «Антика» (Вінниця: «Континент-ПРИМ», 2001);
- «Вибір» (Вінниця: О. Власюк, 2006);
- «Вибір-2» (Вінниця: ФОП Рогальська І. О., 2015);

книги прози — 

- «Очима очевидців. Як „світле майбутнє“ будували» (Вінниця: О. Власюк, 2008).
- «Очима очевидців. Як „світле майбутнє“ будували», 2-ге видання (Вінниця: ФОП Рогальська І. О., 2015).
- «Свідчення присутності» (2018);
- «Книга прози» (2018).

|                     | Сповідуючи принцип індивідуального світобачення, автор прагне до філософських узагальнень, повсякчас звертається до набутку світової культури, духовної та історичної спадщини – як загальнолюдської, так і свого народу. |
| — Валерій Лазаренко | |

Друкувався в колективному збірнику «Боян» («Український письменник», 1996). Публікації в газетах «Літературна Україна», «Українське слово», «Голос України», «Молодь України», «Україна молода», в журналах «Київ», «Вітчизна», «Слово і час»,  «Українська культура»,  «Сучасність», «Вінницький край» та ін. загальноукраїнських та обласних виданнях («Панорама», «Подолія», «Вінниччина», «Вінницька газета»).

## Нагороди і почесні звання
Літературно-мистецька премія «Кришталева вишня» (1995). 

Урядовий стипендіат 1999 р. 

«Людина року» на Вінниччині за 2000 р. у номінації «Письменник».